# 日高初男
日高 初男（ひだか はつお、1915年（大正4年）5月7日 - 2010年 (平成4年) 7月15日）は、大日本帝国海軍の軍人、戦闘機搭乗員。
操練24期。最終階級は中尉。

## 経歴
鹿児島県に生まれる。海軍を志し海兵団入団。艦船勤務を経て1934年（昭和9年）2月、第24期操縦練習生となる。同期生に同じくエースとなった山本旭、樫村寛一。
同年7月、同課程を修了し、戦闘機専修。1935年（昭和10年）11月、空母「加賀」飛行機隊に配属され、日中戦争（支那事変）勃発とともに杭州湾に出動。
1937年（昭和17年）11月11日、馬鞍群島沖にて、艦船爆撃に向かった中国空軍第2大隊14中隊のノースロップ・ガンマ2EC爆撃機3機を蝶野仁郎一空曹と追撃、それぞれ1機を撃墜したのが初戦果である。中国側の記録によれば、この時撃墜したのは宋以敬少尉操縦・李錫永少尉偵察の1405号機、李恆傑少尉操縦・彭德明少尉偵察の1402号機のいずれかである。
1938年（昭和13年）より広東攻撃に転じ、従化飛行場爆撃などで艦爆隊を護衛。
4月13日10時50分、広東省広州の天河・白雲飛行場空爆で艦爆隊の護衛として出撃。この艦戦隊は95式艦戦・96式艦戦の混成編隊で、日高は永徳小隊3番機の95式艦戦であった。道中、艦戦隊指揮官だった手島秀雄大尉が発動機不調により指揮官小隊の2機と引き返したため、蝶野一空曹が残りの5機を指揮した。爆撃終了後、空中に展開していた中国空軍のグロスター グラディエーター18機（第5大隊第28中隊9機、独立第29中隊9機）と交戦、単独撃墜2機を報告。
6月、第十五航空隊に転じ、7月18日、南昌空襲に南郷茂章大尉率いる艦戦隊の第3小隊2番機として参加、南昌青雲譜飛行場南方5キロにてソ連空軍志願隊のポリカルポフI-15bis6機を発見、1番機の半田亘理一空曹とともに向かい、2機撃墜（うち不確実1）した。
12月、本土帰還し霞ヶ浦海軍航空隊、大村海軍航空隊、呉海軍航空隊の教員を歴任。
1942年（昭和17年）10月、飛曹長に進級し、204空に転属。12月末、ソロモン群島ブイン基地に進出し、第3中隊長として飛行隊長・宮野善治郎大尉を補佐し空戦に参加、翌年6月のルンガ沖航空戦では宮野大尉や第2中隊長・森崎武予備中尉など士官搭乗員多数が戦死した中で生還を果たすが、悪性マラリアで入院、9月に本土へ帰還した。
療養後は谷田部海軍航空隊教官として終戦を迎える。撃墜数は公認で11機。